# Justify
"Justify" är en låt av den finländska rockgruppen The Rasmus. Den skrevs av medlemmarna Lauri Ylönen och Pauli Rantasalmi tillsammans med Desmond Child och James Michael för The Rasmus sjunde album, Black Roses från 2008. Låten gavs ut som uppföljare till albumets ledande singel, "Livin' in a World Without You", ursprungligen som digital nedladdning via iTunes Store den 2 januari 2009 innan CD-utgåvan följde den 14 januari.
Förutom att "Justify" misslyckades att uppnå samma popularitet som "Livin' in a World Without You", var den också bandets första singel att helt och hållet missa Finlands singellista, detta efter 20 tidigare utgivna singlar. Dock gick den in på plats 56 i Tyskland och 61 i Österrike, vilka var de enda länderna den uppnådde några listframgångar i. På singeln finns b-sidan "Yesterday You Threw Away Tomorrow" som tidigare hade släppts på den brittiska utgåvan av Black Roses. Den digitala singeln innehåller även en akustisk version av låten, betitlad "Justify (Brown Version)". Låten har också använts i den finska filmen Blackout från 2008 men återfinns däremot inte på dess soundtrack.
Albumet Black Roses kritiserades hårt av morgontidningen Dagens Nyheter som helhet, men som albumets bästa spår valdes "Justify".

## Bakgrund och inspelning
"Justify" är en mörk och emotionell låt med långsamt tempo och den första låten som skrevs för albumet Black Roses. Den är skriven av sångaren Lauri Ylönen, gitarristen Pauli Rantasalmi samt producenten Desmond Child och låtskrivaren James Michael. Låten är således den enda av The Rasmus där fler än tre personer medverkat som låtskrivare, om man bortser från bandmedlemmarna som en hel grupp. Tidigare har alltid Ylönen ansvarat för bandets texter på egen hand.
Ljudmässigt följer "Justify" det synthrock-inspirerade temat hos albumet men har även starka symfonirock-melodier. Trots det lugna tempot behöver den nödvändigtvis inte räknas som en ballad. Låten har melodier med inspiration från synthgruppen Depeche Mode och påminner därför en del om dem. "Vi gjorde låten Jusify i Desmonds studio i Los Angeles och lärde oss mycket om att samarbeta och kom samtidigt närmare Desmonds stämning", kommenterar sångaren Lauri Ylönen. Ylönen menar också att den allra första demoversionen var väldigt lik den slutliga versionen, och att den inte har förändrats så mycket på vägen. Efter att den mixades fick den ett mer elektroniskt ljud, likt många andra låtar från albumet. 

## Musikvideo
Videon till låten spelades in mellan den 31 oktober och 2 november 2008 i Helsingfors och regisserades av svenske Owe Lingvall. Den hade premiär på MTV Finlands hemsida den 12 december 2008 och hade redan dagen efter lagts ut på Youtube. Tanken var dock att medlemmar på The Rasmus community-sida skulle få se den före alla andra.
Handlingen är baserad på en idé gitarristen Pauli Rantasalmi fick fram. Ylönen sitter ensam fastkedjad i en stol som är placerad i en pool, vilken sakta fylls med hans egna tårar. Tårarna ser ut att vara svarta och tjocka, alltså omgjorda för att passa in i videon. Resten av bandmedlemmarna syns inte lika ofta, men står bakom honom i bakgrunden med sina instrument. I flera scener får man också se en kackerlacka springa runt kring poolen. När poolen har fyllts helt, drunknar Ylönen och i nästa scen ser man hur hela rummet uppslukas av havet.
"Lauri dränker sig själv i sorg.", säger Rantasalmi i en intervju där man får veta hur videon gjordes.

### Brown Version
En annan video gjordes till "Justify" (Brown Version), en akustisk version av låten som även finns med som b-sida på singeln. Trots att den inte håller samma kvalité som originalversionen är det ändå en officiell video som lades ut på Playground Musics Youtube-kanal den 22 januari 2008. Videon är helt baserad på ett bildspel innehållande illustrationer framställda av Ilkka Hämäläinen, som också regisserat hela videon.

## Låtlista
B-sidan "Yesterday You Threw Away Tomorrow" är skriven av Lauri Ylönen, Pauli Rantasalmi och Desmond Child.
- CD-singel[7]

1. "Justify" – 4:26
2. "Yesterday You Threw Away Tomorrow" – 3:07

- Digital nedladdning[8]

1. "Justify" – 4:26
2. "Yesterday You Threw Away Tomorrow" – 3:07
3. "Justify" (Brown Version) – 4:19

## Listplaceringar
| Listor (2008)             | Högsta placering |
| ------------------------- | ---------------- |
| Tyska singellistan        | 56               |
| Österrikiska singellistan | 61               |

## Releasehistorik
| Datum           | Region                 | Format                             | Skivbolag        | Katalognummer |
| --------------- | ---------------------- | ---------------------------------- | ---------------- | ------------- |
| 2 januari 2009  | Internationellt        | Digital nedladdning (iTunes Store) | Playground Music | —             |
| 14 januari 2009 | Skandinavien & Finland | CD-singel                          | Playground Music | PGMCDS 83     |
| 30 januari 2009 | Europa                 | CD-singel                          | Playground Music | PGMCDS 83     |
| 2 februari 2009 | Internationellt        | CD-singel                          | Playground Music | PGMCDS 83     |

## Medverkande
The Rasmus
- Lauri Ylönen – sång
- Eero Heinonen – bas
- Pauli Rantasalmi – gitarr, inspelning
- Aki Hakala – trummor

Produktion
- Desmond Child – exekutiv producent, inspelning
- Harry Sommerdahl – producent, inspelning, bearbetning av strängar, tillagd bakgrundssång
- Jon Vella – medproducent, inspelning
- Michael Illbert – mixning
- Greg Calbi – mastering
- Brian Coleman – produktionsledare
- Jules Gondar – ljudtekniker
- Craig Lozowick – ljudtekniker
- Marcus Bergqvist – ljudtekniker